# Parco Chreščatyk
Parco Chreščatyk (in ucraino Хрещатий парк?) è un parco cittadino sulle sponde del fiume Dnepr nel Distretto di Podil a Kiev.

## Origine del nome

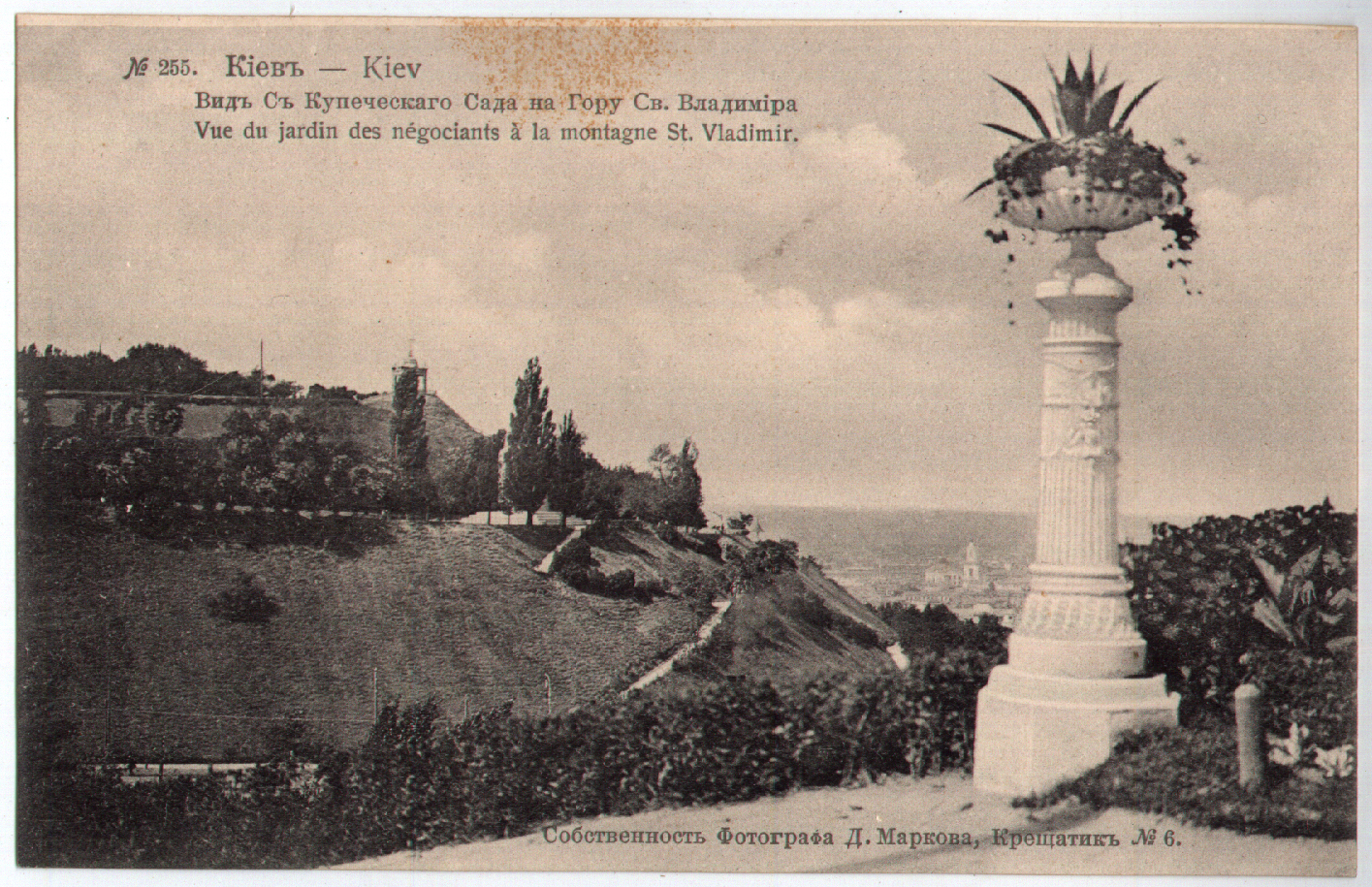
Immagine del parco nel 1910

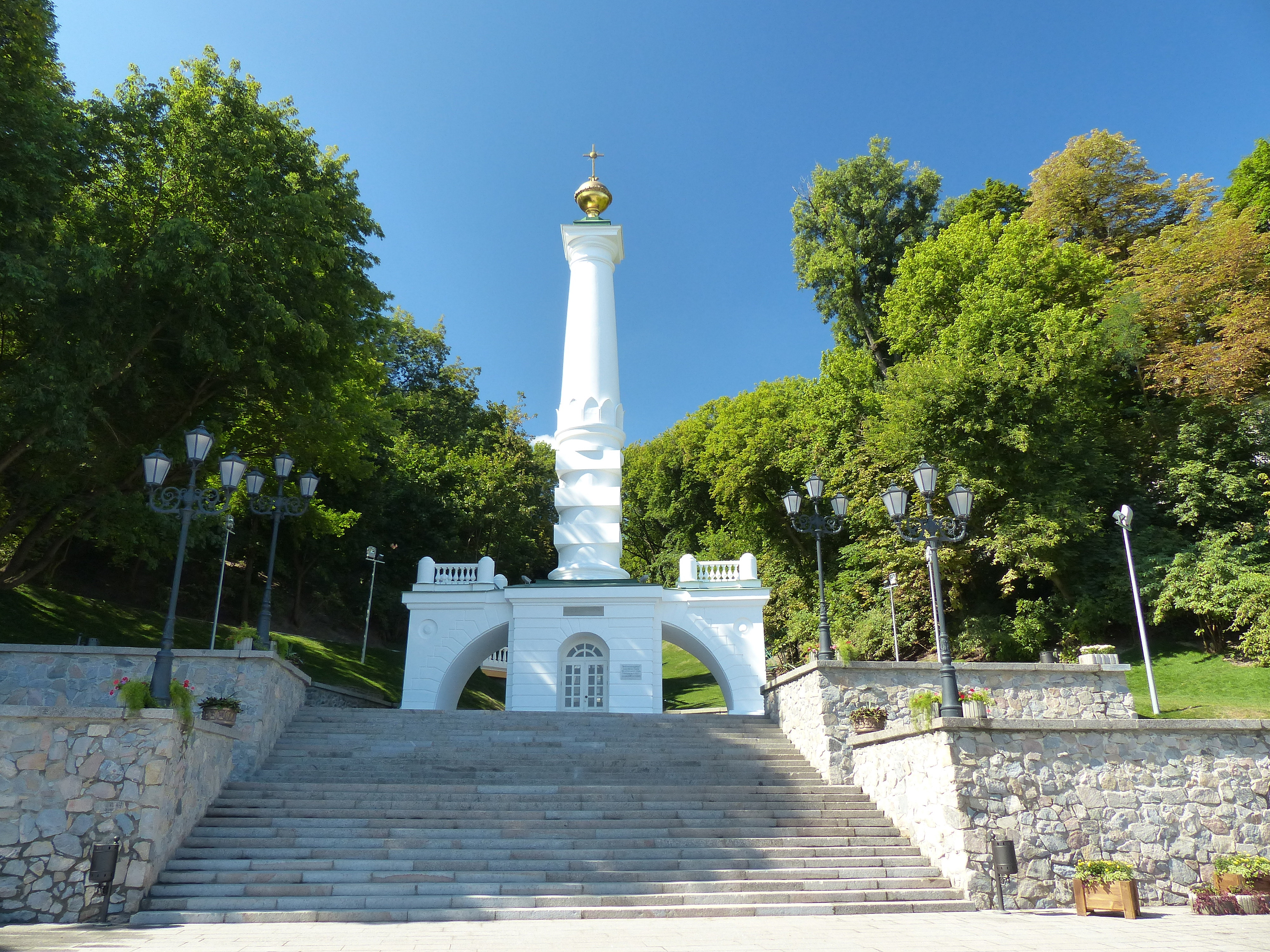
Monumento ai diritti di Magdeburgo

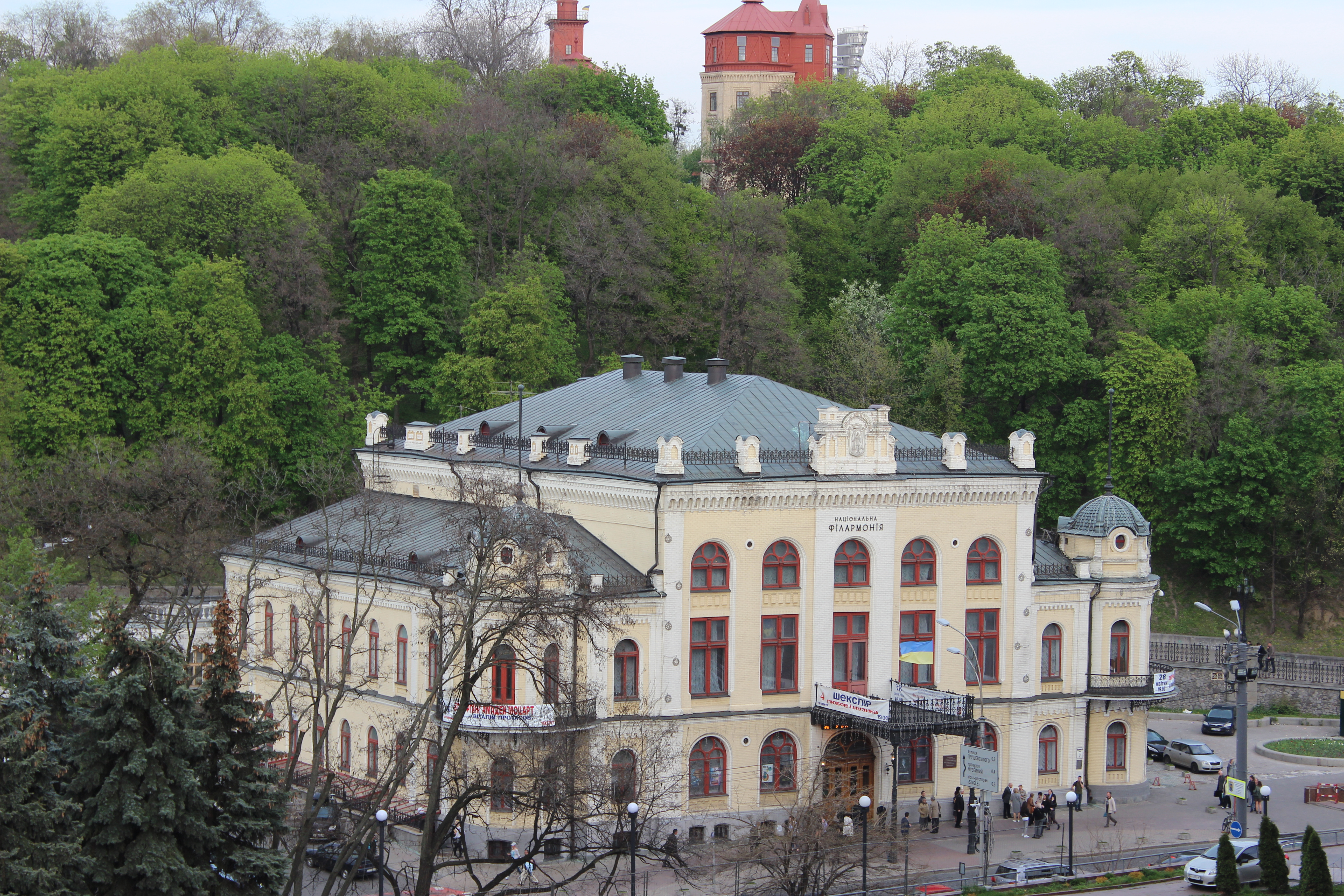
Filarmonica Nazionale dell'Ucraina e parco

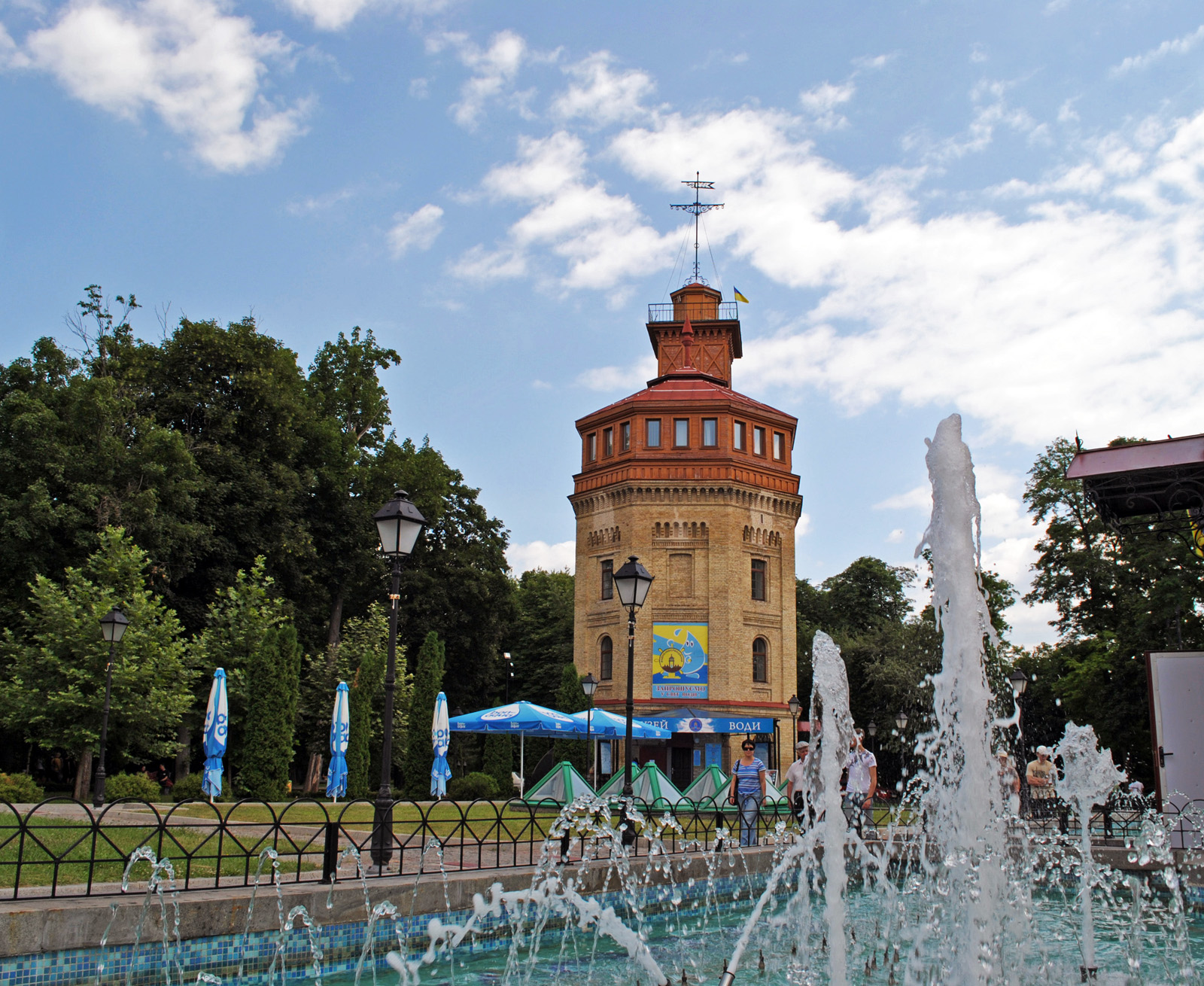
Museo dell'acqua

Attorno al 1919 venne chiamato Parco del Proletariato, poi Parco dei Pionieri infine, col nome recente, dal 1992. Il nome in ucraino Хрещатий парк letteralmente significa Parco della Croce.

## Storia
Il parco nacque come parte dei giardini dello Zar per ordine della zarina Elisabetta di Russia nel 1743. Tra il 1872 e il 1876 vennero edificate due torri dell'acqua. Nel 2003 è stata ricostruita la seconda torre dell'acqua e nel 2005 è stato inaugurato nel parco il nuovo Teatro Statale Accademico dei Pupi che nelle forme ricorda un castello da fiaba.

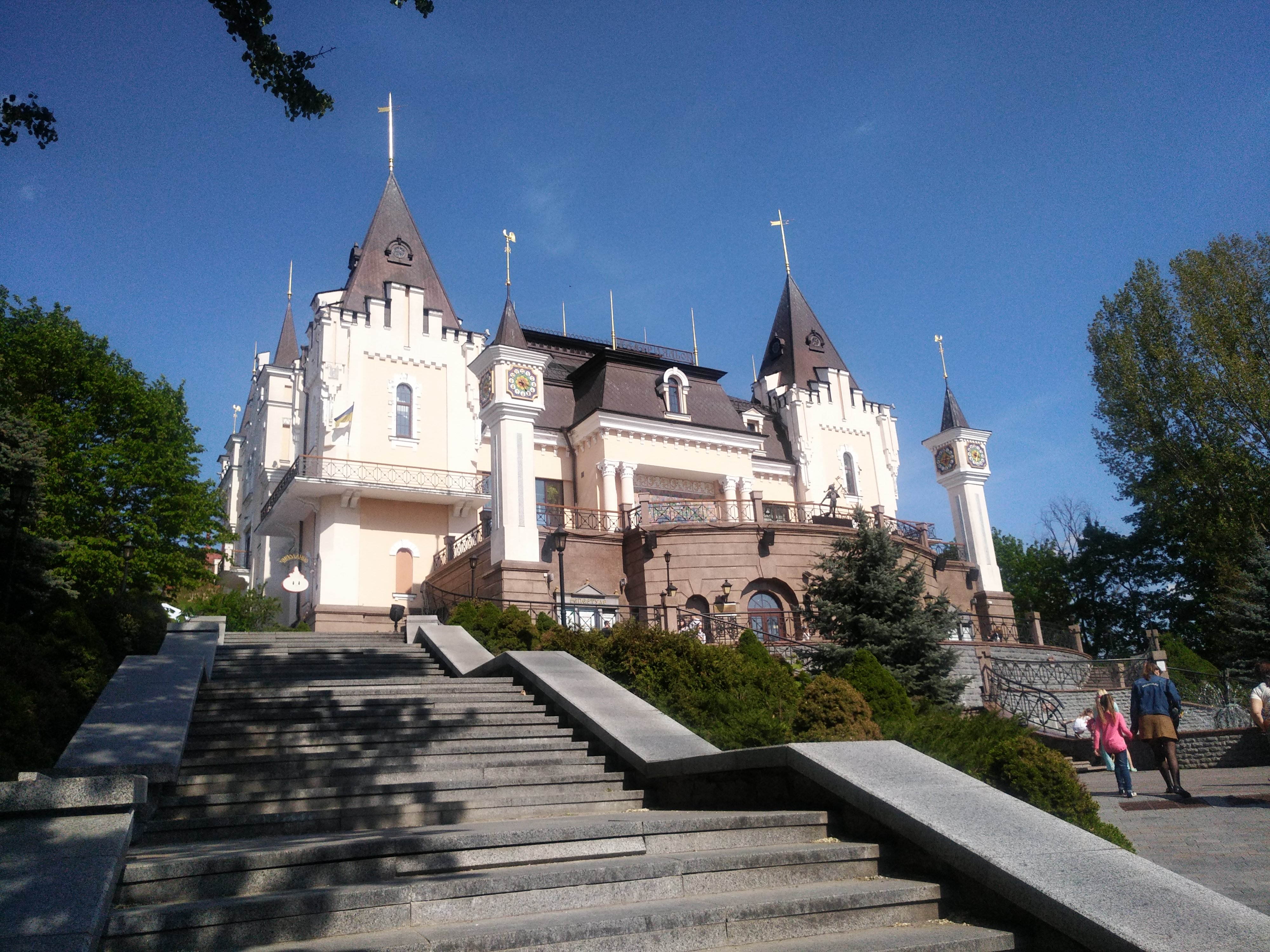
Teatro Statale Accademico dei Pupi

## Descrizione
Il grande parco urbano si trova sulla sponda destra del Dnepr e dalla sua parte nord occidentale, da piazza Europa, si origina via Chreščatyk, una delle più importanti della capitale ucraina.

## Monumenti e luoghi d'interesse
- Arco dell'amicizia dei popoli, inaugurato nel 1982.[2]
- Biblioteca nazionale parlamentare dell'Ucraina[3]
- Filarmonica Nazionale dell'Ucraina. Si trova nell'edificio storico costruito alla fine del XIX secolo,  posto lla fine della via Khreschatyk vicino alla Piazza Europea ed ha ospitato numerosi compositori russi come Sergei Rachmaninoff, Alexander Scriabin e Pyotr Ilyich Tchaikovsky e famosi cantanti d'opera come Leonid Sobinov e Feodor Chaliapin.[4]
- Monumento ai diritti di Magdeburgo, il più antico della città e simbolo di rilevanza nazionale.[5]
- Monumento a Michail Ivanovič Glinka
- Museo dell'acqua. Si trova in una delle due torri dell'acqua ricostruite rispettando l'aspetto originale.[6]
- Teatro Statale Accademico dei Pupi